# Rhaconotus hypolixi
Rhaconotus hypolixi är en stekelart som beskrevs av Nixon 1941. Rhaconotus hypolixi ingår i släktet Rhaconotus och familjen bracksteklar. Inga underarter finns listade i Catalogue of Life.